# Societat de Sant Telm
La Societat de Sant Telm és un edifici noucentista del municipi de Corbera de Llobregat (Baix Llobregat) inclòs en l'Inventari del Patrimoni Arquitectònic de Catalunya.

## Descripció
És un edifici civil de caràcter recreatiu. Té dues plantes, baixos i soterrani. A la primera planta hi ha locals per a sala d'exposicions i reunions de la societat i altres de serveis. A la segona planta hi ha una sala d'espectacles amb 300 butaques i bars.

## Història
La Societat Recreativa i de Socors Mutus de Sant Telm, propietària de l'edifici, es constituí a Corbera el juny de 1914, inaugurant l'edificació social el 1919. Fou ampliat el 1952 amb la pista terrassa i el 1979 es millorà i amplià la sala d'actes.
Actualment el nom de l'entitat és Societat Moral, Cultural i Recreativa de Sant Telm. A més d'exposicions i altres manifestacions d'art, hi actua el grup escènic GEST, amb èxit dins i fora la localitat.